# Serengeti
|  | Aquest article tracta sobre una regió d'Àfrica. Si cerqueu parc nacional, vegeu «Parc Nacional del Serengeti». |

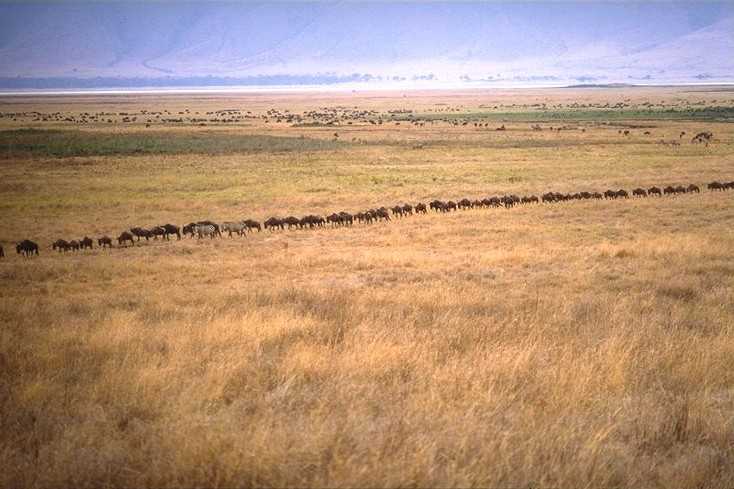
La praderia volcànica del Serengeti

La praderia volcànica del Serengeti és una ecoregió de l'ecozona afrotropical, definida per WWF, situada entre el nord de Tanzània i el sud-oest de Kenya. Té una extensió d'uns 30.000 km², una extensió similar a la de tota Catalunya.
El nom de Serengeti deriva de la llengua massai i significa 'Plana sense fi'.
Al Serengeti, es dona la més gran i més llarga migració d'animals del món.
El principal volcà que dona vida a la rica biologia del parc és l'Ol Doinyo Lengai, que llença una lava d'una composició única i especialment freda i rica en nutrients.
La regió conté diversos parcs naturals i reserves de caça.
Aproximadament, hi viuen 70 grans mamífers i unes 500 espècies d'aus. Hi ha una gran diversitat d'hàbitats que expliquen la biodiversitat que hi ha: des de boscs de ribera, zones pantanoses, inselbergs anomenats localment kopjes, praderies i boscos.
Cap a octubre, prop de dos milions d'animals herbívors es desplacen des dels turons del nord cap a les planes del sud travessant el riu Mara, seguint les pluges. A l'abril, els animals tornen cap al nord per l'oest, una altra vegada travessant el riu Mara. Moren uns 250.000 animals per ferides, cansament i depredació.